# 길티 기어 X
《길티 기어 X: 바이 유어 사이드》는 아크 시스템 웍스가 개발하고 사미가 배급한 아케이드 대전 격투 게임이다. 《길티 기어》 시리즈의 두 번째 작품으로, 세가 나오미 아케이드 기판으로 제작돼 2000년 7월 일본서 처음 출시됐다.
이야기의 배경은 전작 《길티 기어》로부터 약 1년 후인 2181년으로, 새로이 등장한 기어 디지를 둘러싼 갈등이 주 이야기이다. 전작의 4버튼 게임플레이를 개량해, 플레이어 자신의 공격을 상위급의 공격으로 바로 연결해 상대에게 압박을 가하는 '로망 캔슬'이 추가됐다.
2000년 12월 일본에서 드림캐스트 이식판이 발매됐으며, 북미 및 지역에선 플레이스테이션 2 이식판이 2001년 11월 출시됐다. 2001년 11월 29일, 스토리를 포함한 추가 컨텐츠가 담긴 플레이스테이션 2용 확장판 《길티 기어 X 플러스》가 일본에서 2001년 11월 29일 발매됐다. 2002년, 휴대용 게임기 게임보이 어드밴스 이식판 《길티 기어 X: 어드밴스 에디션》이 전세계에 출시됐다. 2003년에 《길티 기어 X 플러스》에 기반한 개량판이 '버전 1.5'라는 부제를 달고 아케이드로 재발매됐다.

## 반응
《길티 기어 X》는 리뷰 애그리게이터 웹사이트 게임랭킹스와 메타크리틱에서 플레이스테이션 2판이 각각 80%, 79/100점을 기록해 "대체적으로 긍정적인 평가"를 받았다.

### 흥행
2001년 6월 보고에서 사미는 일본에서 《길티 기어 X》 아케이드판의 수익이 2억 8400만 엔을 기록했다고 발표했다.

## 참조

### 내용주
1. ↑  영어: Guilty Gear X: By Your Side, 일본어: ギルティギア ゼクス